# ユルゲン・ブリーマー
ユルゲン・ブリーマー（Juergen Braehmer 、1978年10月5日 - ）は、ドイツのプロボクサー。メクレンブルク＝フォアポンメルン州シュトラールズント出身。元WBO・WBAレギュラー世界ライトヘビー級王者。
日本語表記の記事では「ユルゲン・ブラーマー」とも表記される。

## 来歴
1999年12月11日、ハンブルクにてスーパーミドル級契約でデビュー戦を行い、4回判定勝ちを収めた。
2002年10月12日、シュヴェリーンのシュポルト・ウント・コングレスハレでWBC世界スーパーミドル級5位のオマール・エドゥアルド・ゴンサレスとWBCインターナショナルスーパーミドル級王座決定戦を行い、12回3-0（3者とも120-108）の判定勝ちを収めて王座獲得に成功した。
2006年2月4日、デュッセルドルフのブルク・ヴェヒター・カステロでアンドレ・ティーシーとWBCインターナショナルスーパーミドル級王座決定戦を行い、12回3-0（2者が117-111、117-112）の判定勝ちを収め王座返り咲きに成功した。
2006年5月27日、ミュンヘンのゼニスで元WBO世界スーパーミドル級暫定王者のマリオ・ベイトと対戦し、初回にダウンを奪って先制するもその後は苦戦し12回0-2（113-115、113-114、114-114）の判定負けを喫しWBCインターナショナル王座の初防衛に失敗した。
2007年5月19日、ハンブルクのO2ワールド・ハンブルクで元WBO世界ミドル級王者ハビエル・ベラスコとWBOインターコンチネンタルスーパーミドル級王座決定戦を行い、12回3-0（117-111、2者が115-112）の判定勝ちを収め王座獲得した。
2007年9月15日、ロストックのシュタットハレ・ロストックでマリオ・ベイトと1年4ヵ月ぶりに再戦し、4回47秒KO勝ちを収めWBOインターコンチネンタル王座の初防衛に成功した。
2008年11月22日、ライトヘビー級転向戦がいきなりの世界初挑戦。ロストックのシュタットハレ・ロストックでWBA世界ライトヘビー級王者ウーゴ・ガライと対戦し、12回0-3（110-118、112-117、115-116）の判定負けを喫し王座獲得に失敗した。
2009年3月7日、 ドレスデンのエネルギー・フェアブント・アレーナでラチード・カンフォウーとEBU欧州ライトヘビー級王座決定戦を行い、5回2分30秒TKO勝ちを収め王座獲得に成功した。
2009年6月6日、オーバーハウゼンのケーニッヒ・ピルスナー・アレーナでアントニオ・ベランカリオと対戦し、初回1分23秒TKO勝ちを収めEBU王座の初防衛に成功した。
2009年8月22日、ハンガリーブダペストのシーマ・スポーツ&イベント・センターでWBO世界ライトヘビー級暫定王座決定戦をアレクセイ・クジームスキーと行い、レフェリーストップによる11回39秒TKO勝ちを収め王座獲得した。
2009年11月13日、ゾルト・エルデイがクルーザー級に転向したため空位となった正規王座にブリーマーが暫定王座から昇格し正規王者となった。
2009年12月19日、シュヴェリーンのシュポルト・ウント・コングレスハレでディミトリー・スホツキーと対戦し、12回3-0（2者が116-112、118-110）の判定勝ちを収め初防衛に成功した。
2010年4月24日、ハンブルクのシュポルトハレ・ハンブルクでマリアーノ・ニコラス・プロティンスキーと対戦し、5回2分36秒TKO勝ちを収め2度目の防衛に成功した。
その後3度目の防衛に向けての練習中にケガをして試合を延期したり、直前になって指名試合を土壇場でキャンセルする事態を起こしたため（土壇場でのキャンセルは3回）WBO世界ライトヘビー級王座を剥奪された。この期間に暴行事件を起こし一審で懲役1年4ヵ月の実刑判決を下されるがその後無罪となっている。
2012年1月28日、1年9か月振りの復帰戦をハンブルクのグランド・エリゼ・ハンブルクでホセ・マリア・ゲレーロと行い、2回にダウンを奪うと、ゲレーロの負傷によりドクターストップがかかり試合終了。4回2分37秒TKO勝ちを収めた。
2013年2月2日、ベルリンのマックス・シュメリング・ハレでWBA世界ライトヘビー級4位でEBU欧州ライトヘビー級王者エドゥアルド・グートクネヒトと対戦。グートクネヒトのEBU王座と空位のWBOインターナショナルライトヘビー級王座が同時に賭けられた。グートクネヒトが技巧で攻めるもブリーマーはパワーで押し切り、3-0（116-111、114-113、117-110）の判定勝ちを収めEBU王座、WBOインターナショナル王座の獲得に成功した。試合後グートクネヒトは「ブリーマーではなく、格の違いに騙されたジャッジに負けてしまったんだよ」と話した。
2013年4月27日、ハンブルクのシュポルトハレ・ハンブルクでトニー・アバーラントと対戦し、2回に左ボディーショットでダウンを奪うとアバーラントは悶絶し、レフェリーはカウントを途中でストップして試合終了。2回2分36秒TKO勝ちを収めEBU王座の初防衛に成功した。
2013年8月24日、シュヴェリーンのシュポルト・ウント・コングレスハレでステファーノ・アバタンゲロと対戦し、12回3-0の（115-111、2者が119-108）の判定勝ちを収めEBU王座の2度目、WBOインターナショナル王座の初防衛に成功した。
2013年12月14日、ノイブランデンブルクのヤーン・シュポルト・フォルムでWBA世界ライトヘビー級1位のマーカス・オリベイラとWBA世界ライトヘビー級レギュラー王座決定戦を行い、12回3-0（115-112、2者が117-110）の判定勝ちを収め王座獲得に成功した。
2014年4月5日、ロストックのシュタットハレ・ロストックでWBA世界ライトヘビー級7位のエンゾ・マカリネリと対戦し、初回から打撃戦で有利になり2回にはマカリネリの腫れた右目に左ストレートを連打し、5回終了時にマカリネリの右目の腫れが悪化し棄権した為、初防衛に成功した。
2014年6月7日、シュヴェリーンのシュポルト・ウント・コングレスハレでWBA世界ライトヘビー級14位のロベルト・ボロンティと対戦し、終始ブリーマーがパワーで圧倒し、8回にはボロンティが反則で減点で差を広げ、12回3-0(118-109、2者が119-108)の判定勝ちを収め2度目の防衛に成功した。
2014年12月6日、オルデンブルクのEVEアレーナでWBA世界ライトヘビー級8位のパヴェウ・グワジェフスキと対戦し、左ボディアッパーで悶絶KOを奪って試合終了。ライトヘビー級世界戦最速KO勝ちとなる初回55秒KO勝ちを収め3度目の防衛に成功した。
2015年3月21日、ロストックのシュタットハレ・ロストックでWBA世界ライトヘビー級2位の指名挑戦者ロビン・クラスニキと対戦。かつてのスパーリングパートナーを相手に6回にダウンを奪い、クラスニキが9回終了時に棄権した為、4度目の防衛に成功した。
2015年4月10日、WBAはブリーマーは2015年3月度の月間優秀選手賞に選出された。
2015年9月5日、ドレスデンのエネルギー・フェアブント・アレーナでWBA世界ライトヘビー級7位のコンニ・コンラッドと対戦し、コンラッドが7回終了時に棄権した為、5度目の防衛に成功した。
2015年9月11日、WBAはブリーマーはWBAの2015年8月度の月間優秀選手賞に選出された。
2015年11月5日、モンテカルロのサル・デゼトワールで元IBO世界ライトヘビー級王者でWBA世界ライトヘビー級9位のトーマス・ウーストハイゼンと対戦する予定だったが、ブリーマーが練習中に拳を負傷し出場出来なくなり、試合は延期となった。
2016年3月12日、ノイブランデンブルクでトーマス・ウーストハイゼンと延期となっていた試合を行う予定だったが、ウーストハイゼンが酒場で喧嘩をして逮捕されたことなどで試合中止になった。代役としてWBA世界ライトヘビー級5位のエドゥアルド・グートクネヒトと3年ぶりに再戦し12回3-0(118-110、2者が116-111)の判定勝ちで6度目の防衛に成功した。試合前にはグートクネヒトが上記の試合後の会見での発言が気に食わなかったのか、「グートクネヒトは俺の女房に似ている。しゃべりすぎなんだよね」と余裕であしらった。
2016年7月20日、WBAはWBA・IBF・WBO世界ライトヘビー級スーパー王者のセルゲイ・コバレフとWBA世界ライトヘビー級レギュラー王者のユルゲン・ブリーマーに対し王座統一戦に関する対戦交渉を同日から開始し、同年8月19日までの30日以内に対戦交渉で合意するよう指令を出した。
2016年10月1日、ノイブランデンブルクのヤーン・シュポルト・フォルムで元WBO世界ライトヘビー級王者でWBA世界ライトヘビー級10位のネイサン・クレバリーと対戦し、7回終了時にブリーマーが右肘を捻り棄権した為プロ初のKO負けを喫すると共に7度目の防衛に失敗、王座から陥落した。
2017年10月27日、シュヴェリーンのシュポルト・ウント・コングレスハレで行われたWorld Boxing Super Seriesスーパーミドル級準々決勝でWBA世界ミドル級2位でWBO世界ミドル級2位でWBC世界スーパーミドル級25位のロブ・ブラントと対戦し、12回3-0（119-109、118-110、116-112）の判定勝ちを収めWBSSの準決勝に進出した。
2018年1月13日、同年2月24日にニュルンベルクのアレーナ・ニュルンベルク・フェアズィッヒェルングで行われるWBSSスーパーミドル級準決勝でWBC世界スーパーミドル級1位のカラム・スミスと対戦することが決定した。しかし、同月20日にブリーマーがインフルエンザを罹患し試合に出場することが不可能となったためWBSSスーパーミドル級準決勝への出場を辞退した。試合にはWBC世界スーパーミドル級35位のニキー・ホルツケンがブリーマーの代替選手として出場となった。

## 獲得タイトル
- WBCインターナショナルスーパーミドル級王座
- WBOインターコンチネンタルスーパーミドル級王座
- EBU欧州ライトヘビー級王座
- WBO世界ライトヘビー級暫定王座（防衛0=正規王座に認定）
- WBO世界ライトヘビー級（防衛2=剥奪）
- WBOインターナショナルライトヘビー級王座
- WBA世界ライトヘビー級レギュラー王座（防衛6）